# 1980 no carnaval
Nesta página encontrará referências aos acontecimentos directamente relacionados com o carnaval ocorridos durante o ano de 1980.

## Eventos
A escola de samba Mocidade Alegre  é campeã do Carnaval da cidade de São Paulo.
- 20 de agosto - É Fundada a Escola de Samba Unidos de São Lucas do carnaval de São Paulo.
- 20 de outubro - É Fundada a Escola de Samba Vila Julia do carnaval de Poá, São Paulo.

## Nascimentos
| Data          | Nome            | Profissão                 | Nacionalidade | Observações | Ref |
| ------------- | --------------- | ------------------------- | ------------- | ----------- | --- |
| 5 de Setembro | Quitéria Chagas | dançarina, modelo e atriz | Brasil        |             |     |

## Mortes
| Data | Nome | Profissão | Nacionalidade | Observações | Ref |
| ---- | ---- | --------- | ------------- | ----------- | --- |